# EarPods
EarPods（イヤーポッズ、イヤーポッド）は、Appleが開発・製造・販売している有線方式のマイク付きイヤフォン。

## 概要
2012年9月12日（現地時間）の新製品発表会でiPhone 5、第5世代iPod touch、第7世代iPod nanoと共に発表された。
2018年上半期時点での世界シェアは、同じくAppleのワイヤレスイヤホンであるAirPodsと合わせて24%で世界1位である。
2020年10月までiPhoneとiPod touchに同封されていたが、カーボンニュートラルの取り組みのため10月以降から同封されなくなった。
2023年9月22日には、iPhone 15、iPhone 15 ProからiPhoneシリーズの接続端子がLightningからUSB-Cに変更されたことに合わせて「EarPods（USB-C）」を発売した。

## 特徴

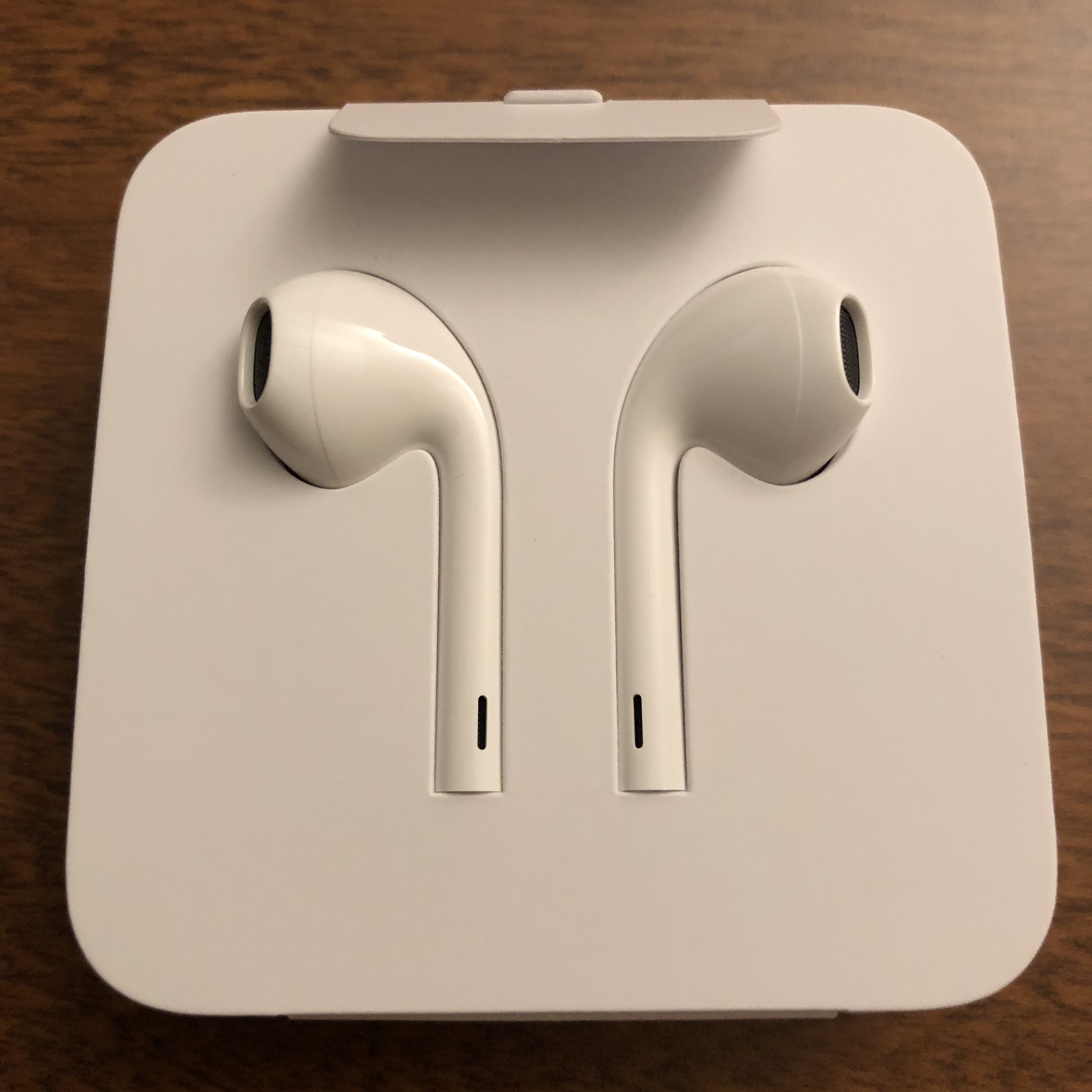
iPhone 7及びiPhone 7 Plus以降に付属した「EarPods with Lightning Connector」

EarPodsと使用する機器とは有線接続の3.5mmヘッドフォンプラグ、またはLightningコネクタを用いて接続する。一般に売られている市販品と同様に、特定の端子に差し込むことによって使用することが出来る。
オープン型（インナーイヤー型、開放型）とカナル型のイヤホンの中間のようなあまり類をみない特徴的な形であり、特徴としても中間のような立場をしており、ある程度であるが双方の弱点をカバーするような性能となっている。このデザインは耳の形に基づいており、このことから音を快適に感じられるようになった。
シリコンチップを使用せず、金属部分が見えにくく、そして全面をプラスチックで覆っていることから非常に丈夫であり、表面の構造がシンプルであるため汚れが溜まりにくく、壊れるところも少ない。
リモコンとマイクを備えており、そこを操作すると音量変更や曲の再生停止、ハンズフリー通話、カメラのシャッター、Siriの呼び出しなどを行え、ヘッドセットとして使用することも出来る。
iPhone 4S以前に付属していたAppleの純正イヤホンよりも音質が大きく向上し、バランスも良くなった。
iPhone 5からiPhone 6S世代に同梱していたEarPods with 3.5 mm Headphone Plugはプラスチックケースにイヤホン本体が入っていたが、EarPods with Lightning Connector以降はプラスチックケースは付属しなくなった。
iPhone 7及びiPhone 7 Plus以降のiPhoneでは3.5mmフォーンジャックがなくなりLightningコネクタのみになったため「EarPods with Lightning Connector」へ付属するイヤホンが変更された。
前述した通り、2020年10月からはiPhone及びiPod Touchには同封されていない。